# Turigede
Turigede is een bestuurslaag in het regentschap Bojonegoro van de provincie Oost-Java, Indonesië. Turigede telt 1595 inwoners (volkstelling 2010).